# Oedebasis
Oedebasis là một chi bướm đêm thuộc họ Erebidae.